# Prima guerra in Ossezia del Sud
La prima guerra in Ossezia del Sud fu combattuta tra il 5 gennaio 1991 e il 24 giugno 1992. Il conflitto coinvolse da una parte l'esercito georgiano e dall'altra secessionisti sud-osseti e volontari nord-osseti supportati da sporadiche unità militari russe.
La guerra finì nel 1992 dopo che la Georgia accettò il cessate il fuoco imposto dalla Russia. Il governo georgiano e i separatisti dell'Ossezia del Sud raggiunsero un accordo per evitare l'uso della forza tra di loro, e la Georgia scelse di non applicare sanzioni contro la regione e fu istituita una forza di peacekeeping composta da georgiani, osseti e russi.

## Il conflitto
La notte del 5 gennaio 1991 le forze georgiane entrarono a Tskhinvali. Gli osseti risposero sparando alle scuole e alle case dei georgiani mentre i georgiani attaccarono i villaggi osseti. In seguito ai combattimenti, Tskhinvali risultò divisa in due parti: a ovest controllata dagli osseti, a est in mano ai georgiani. Alla fine di gennaio l'esercito georgiano si ritirò sulle colline della città secondo gli accordi del cessate il fuoco proposti dalla Russia.
Il 29 gennaio 1991, Torez Kulumbegov, presidente del Soviet Supremo dell'Ossezia del Sud, fu invitato ai negoziati in corso a Tbilisi, ma fu immediatamente arrestato per incitamento all'odio razziale. Il suo processo fu più volte posticipato fino al suo rilascio avvenuto nel dicembre 1991.
Il più intenso periodo di scontri si ebbe tra marzo e aprile 1991 e dopo un periodo di relativa calma tra giugno e agosto, le violenze ripresero a metà settembre. La Georgia impose un blocco economico alla regione separatista: tolse l'elettricità alla città di Tskhinvali e bloccò la strada che portava i generi di prima necessità; d'altro canto, i ribelli osseti applicarono le stesse sanzioni ai villaggi popolati da georgiani. I combattimenti causarono centinaia di morti e feriti e circa 80 000 profughi. Altri combattimenti ebbero luogo nelle città e nei villaggi al confine con l'Ossezia del Nord.
Nel febbraio 1992, il coinvolgimento nella guerra dell'esercito russo intensificò i combattimenti. Le autorità georgiane sostennero che i russi aiutavano le milizie ossete e la maggior parte degli osservatori internazionali furono dell'idea che i capi delle forze del ministero dell'interno russo fossero coinvolti nel conflitto.
Di fronte all'instabilità politica dovuta al colpo di Stato ai danni del presidente Zviad Gamsakhurdia, la Georgia accettò di sedersi al tavolo dei negoziati con la Russia. Il 24 giugno 1992, il presidente del consiglio di Stato georgiano Eduard Shevardnadze e il presidente della Federazione Russa Boris El'cin misero in discussione la questione sud-osseta. Il cessate il fuoco fu accordato a partire dal 14 giugno 1992 ed istituita un'operazione di peacekeeping composta da militari georgiani, russi ed osseti, sia del nord che del sud.